# 塚本貴之
塚本 貴之（つかもと たかゆき、1976年9月15日 - ）は、NHKのアナウンサー。

## 人物
静岡県立藤枝東高等学校、一橋大学社会学部卒業後1999年入局。主にスポーツアナウンサーとして活動。大阪局への勤務以降、プロ野球の担当機会が増えている。
好きな食べ物はラーメン。
趣味はドライブとウォーキング。※マイあさラジオ東北担当時のオープニングで、ドライブの話に触れる事がたまにある。
特技は出汁を取って、ラーメンなど麺類のスープを手作りする事。
2021年11月に仙台放送局から東京アナウンス室に異動。

## 現在の担当番組
- NHKプロ野球他スポーツ中継（カーリング、ハンドボール、Jリーグ、バレーボール、バスケットボール、バドミントンなど）
- 福岡県・九州地方のニュース
- ニュース645福岡（随時担当）
- おはよう九州沖縄（週末・随時担当）

## 過去の担当番組
福井放送局時代
名古屋放送局時代
大阪放送局時代
東京アナウンス室時代（1度目）（2013年度 - 2014年度）
G-Media出向時代（2015年度）
仙台放送局時代（2016年度 - 2021年9月）
東京アナウンス室時代（2度目）（2021年10月 - ）
- チャレンジ!ホビー（2011年7月4日 - 2011年7月25日） - ナレーション
- ラジオ文芸館 ホット・コーラ（朗読・2012年6月2日）
- NHKニュースおはよう日本（2012年9月18日・19日） - スポーツキャスター杉浦友紀の代打
- Nスペ5min.（ナレーション・2013年5月25日）
- ラジオニュース（火曜日夜から水曜日早朝・不定期担当）
- マイあさラジオ東北（2016年9月15日 - 2019年3月6日）
- JC平昌オリンピック - カーリング女子準決勝 など
- 東北ココから 司会（2018年4月13日・2018年7月）ナレーション（2019年10月4日・2020年5月22日）
- みちたん5min ナレーション（2018年11月・2019年1月）
- MGCマラソングランドチャンピオンシップ〜東京五輪代表選考レース 女子〜（2号車実況、2019年9月15日（TBSテレビ（男子）と共同中継）
- インタビュー ここから 福原愛（インタビュアー兼ナレーション）（2020年5月5日）
- 信州845（長野放送局への応援）（2022年11月17日）
- 長野県のニュース（長野放送局への応援）（2022年11月18日）

福岡放送局時代
- 放送100年 地域特集「ラジオドラマで伝える 福岡のアナウンサーと戦争」（2025年3月29日・九州沖縄地方）
- 放送 100 年福岡発ラジオドラマ「JOLK～戦時下を生きたアナウンサーたち～」（2025年3月29日・R1＜九州沖縄地方＞）

## 同期のアナウンサー
- 有田雅明
- 一橋忠之
- 今城和久
- 今道琢也（退職）
- 北野剛寛
- 古賀一
- 小松宏司
- 佐藤龍文
- 杉岡英樹
- 高瀬耕造
- 高山真樹
- 近田雄一
- 塚原泰介
- 内藤裕子（退職→フリー）
- 永松隆太朗
- 船岡久嗣（退職）
- 山田賢治